# Кубок Ізраїлю з футболу 2003—2004
Кубок Ізраїлю з футболу 2003–2004 — 65-й розіграш кубкового футбольного турніру в Ізраїлі. Титул вперше здобув Бней Сахнін.

## Регламент
Кубкова стадія складається з двох раундів: регіонального та національного, саме з національного раунду (1/16 фіналу) стартують клуби Прем'єр-ліги.

## 1/16 фіналу
| Команда 1                | Рахунок | Команда 2                        |
| ------------------------ | ------- | -------------------------------- |
| 9 березня 2004           |         |                                  |
| Хапоель (Раанана) (2)    | 1:2     | Хапоель Іроні (Кір'ят-Шмона) (2) |
| Маккабі Рамат Амідар (3) | 0:3     | Хапоель (Назарет-Ілліт) (2)      |
| Хапоель (Тіра) (3)       | 2:3 дч  | Хапоель (Акко) (3)               |
| Хапоель (Герцлія) (3)    | 0:2     | Бней Сахнін                      |
| Хапоель (Єрусалим) (2)   | 2:0     | Маккабі (Кір’ят-Гат) (2)         |
| Маккабі (Хайфа)          | 5:0     | Хакоах Маккабі Амідар (2)        |
| 10 березня 2004          |         |                                  |
| Бейтар (Кір’ят-Гат) (4)  | 0:5     | Хапоель (Тель-Авів)              |
| Маккабі Ахі (Назарет)    | 3:0     | Маккабі (Бен-Зві) (5)            |
| Хапоель (Рамат-Ган) (2)  | 1:2     | Хапоель (Рішон-ле-Ціон) (2)      |
| Хапоель (Петах-Тіква)    | 0:2     | Маккабі (Нетанья)                |
| Маккабі (Тель-Авів)      | 2:1     | Маккабі ХаШікма Рамат Ген (4)    |
| Маккабі (Герцлія) (2)    | 1:4     | Хапоель (Беер-Шева)              |
| Бней-Єгуда               | 2:1     | Хапоель Цафрірім (Холон) (2)     |
| Бейтар (Єрусалим)        | 3:1     | Маккабі Іроні (Кір'ят-Ата) (3)   |
| Хапоель (Кфар-Сава) (2)  | 0:1     | Ашдод                            |
| 16 березня 2004          |         |                                  |
| Хапоель (Хайфа) (2)      | 2:1 дч  | Маккабі (Петах-Тіква)            |

## 1/8 фіналу
| Команда 1                        | Рахунок      | Команда 2                   |
| -------------------------------- | ------------ | --------------------------- |
| 26 березня 2004                  |              |                             |
| Хапоель (Назарет-Ілліт) (2)      | 1:1 пен. 4:5 | Бней Сахнін                 |
| 27 березня 2004                  |              |                             |
| Хапоель Іроні (Кір'ят-Шмона) (2) | 0:4          | Маккабі (Тель-Авів)         |
| Хапоель (Беер-Шева)              | 0:1          | Хапоель (Тель-Авів)         |
| Хапоель (Єрусалим) (2)           | 0:1          | Маккабі (Хайфа)             |
| Маккабі Ахі (Назарет)            | 3:2 дч       | Хапоель (Акко) (3)          |
| Ашдод                            | 2:1          | Хапоель (Рішон-ле-Ціон) (2) |
| Бейтар (Єрусалим)                | 1:2          | Хапоель (Хайфа) (2)         |
| Бней-Єгуда                       | 1:2 дч       | Маккабі (Нетанья)           |

## 1/4 фіналу
| Команда 1             | Рахунок      | Команда 2           |
| --------------------- | ------------ | ------------------- |
| 13 квітня 2004        |              |                     |
| Бней Сахнін           | 1:1 пен. 4:3 | Маккабі (Тель-Авів) |
| 14 квітня 2004        |              |                     |
| Хапоель (Тель-Авів)   | 2:2 пен. 4:2 | Маккабі (Хайфа)     |
| Маккабі Ахі (Назарет) | 1:2          | Ашдод               |
| Маккабі (Нетанья)     | 1:2          | Хапоель (Хайфа) (2) |

## 1/2 фіналу
| Команда 1           | Рахунок | Команда 2           |
| ------------------- | ------- | ------------------- |
| 5 травня 2004       |         |                     |
| Бней Сахнін         | 1:0     | Ашдод               |
| Хапоель (Тель-Авів) | 1:3 дч  | Хапоель (Хайфа) (2) |

## Фінал
| 18 травня 2004 |

| Бней Сахнін                               | 4:1      | Хапоель (Хайфа) |
| ----------------------------------------- | -------- | --------------- |
| Данан 61' Асулін 65', 88' (пен.) Ліма 75' | Протокол | Дахан 44'       |

| Стадіон «Рамат-Ган», Рамат-Ган Глядачів: 38 000 Арбітр: Дані Корен |